# Ongewaterde zijde
Ongewaterde zijde is zijde die geen gewaterd of moiré-effect heeft. De linten van veel ridderorden, waaronder alle Nederlandse orden, zijn zo geweven dat dit effect wel optreedt. De linten van de Britse Orden van de Kousenband, de Distel en het Bad zijn juist niet gewaterd.